# Capricorne (bateau)
Pour les articles homonymes, voir Capricorne.
Le Capricorne (indicatif visuel M653) est un chasseur de mines type tripartite de la classe Eridan de la Marine française.

## Histoire et missions
Avant d'être revendu à la France en 1997, il opéra jusqu'en 1993 dans la Marine belge sous l'appellation M918 Dianthus. Ses missions sont « la détection, la localisation, la classification, l'identification puis la destruction ou neutralisation des mines par fonds de 10 à 80 mètres, le guidage des convois sous menace de mines et la pénétration sous la mer, la recherche d'épaves ».
Au 13 novembre 2013, le navire se trouvait dans le secteur Méditerranée centrale, dans le golfe de Cagliari, dans le cadre d'entrainement aux opérations de guerre des mines,.
En janvier 2025 il navigue en Méditerranée au sein du Standing NATO Mine Countermeasures Group 2 (SNMCMG2).
Ce navire est parrain de la promotion de Bac Pro MSPC 2026 (maintenance des systèmes de production connectés) depuis Juin 2024, parrainage signé avec des élèves de cette classe de seconde ainsi que la CPE à la charge des relations entre la Marine nationale et le lycée Ferdinand Buisson[source insuffisante][pertinence contestée].

## Commandement
L'actuel commandant du Capricorne est le capitaine de corvette Stéphane Méline depuis le 21 décembre 2023.